# Íslendingabók
Het Íslendingabók, Libellus Islandorum of het Boek der IJslanders is een historisch werk dat over de zeer vroege historie van IJsland gaat. De auteur was de IJslandse geleerde en priester Ari Þorgilsson, of Ari inn fróði, die in het begin van de 12e eeuw leefde. Origineel bestaat het werk uit twee verschillende versies: een vroege uit omstreeks het jaar 1120 (zie hieronder) en een oudere. In de oudere versie is door andere auteurs aanvullende informatie over Noorse koningen opgenomen, waarbij ze van de zogenaamde koningssaga’s gebruik hebben gemaakt.
Priester Jón Erlendsson uit Villingaholt (overleden 1672), die in dienst van bisschop Brynjólfur Sveinsson was, maakte twee kopieën van het Íslendingabók (nu gerubriceerd onder AM 113 a fol en AM 113 b fol in het Árni Magnússon Instituut), omdat de bisschop niet tevreden over de eerste kopie was. Het origineel waar de kopieën van gemaakt zijn, is tijdens de zoektocht van Árni Magnússon ergens in de 17e eeuw verloren gegaan.

## Stijl en bronnen
Het Íslendingabók is een beknopt werk. Een aantal van de belangrijkste vroeghistorische IJslandse gebeurtenissen worden kort en bondig weergegeven. Ari Þorgilsson moest zich vrijwel volledig op mondeling overgedragen gegevens baseren, maar hij onderneemt hier en daar de moeite om de betrouwbaarheid van bepaalde bronnen vast te stellen, en een aantal bronnen noemt hij met naam en toenaam. Hij vermijdt het gebruik bovennatuurlijke gebeurtenissen (die in saga’s met enige regelmaat voorkomen), en ook Christelijke dogma’s worden vermeden. In het voorwoord van het werk wordt expliciet vermeld dat datgene wat niet correct is verbeterd dient te worden naar datgene waarvan bewezen kan worden dat het meer waar is. Door dit streven naar perfectie, en door de ouderdom van het manuscript, menen historici dat het Íslendingabók het meest betrouwbare werk betreffende de vroege historie van IJsland is dat op dit moment voorhanden is. Een ander betrouwbaar en uitermate belangrijk vroeghistorisch werk is het Landnámabók, dat ook grotendeels van Ari’s hand is.

## Inhoud
Naast een voorwoord in het begin en een genealogie aan het eind dat in twee hoofdstukken is opgedeeld, is het Íslendingabók in tien korte hoofdstukken verdeeld. Van elk hoofdstuk volgt hieronder een korte samenvatting. De tekst in cursief is bedoeld ter verduidelijking en als aanvulling, en komt als zodanig niet uit Ari's teksten.

### Voorwoord
Ari begint met het vermelden dat het Íslendingabók voor de bisschoppen Þorlákr en Ketill is geschreven, en dat Saemunder de Priester (ook bekend als Saemunder de Geleerde) het ook heeft gelezen. Hij schrijft ook dat hij het manuscript vervolgens heeft geactualiseerd, maar ook dat het verbeterd dient te worden naar datgene waarvan bewezen kan worden dat het meer waar is. Vervolgens komt er een opsomming van de voorvaders van Harald Fijnhaar die de eerste koning over een verenigd Noorwegen werd.
In hoc codice continentur capitula. (Dit manuscript bevat de volgende hoofdstukken)
1. Over de kolonisatie van IJsland
2. Over de eerste kolonisten (landnámsmenn) en wetgeving (lagasetning)
3. Over de oprichting van het alding
4. Over de jaartelling
5. Over de opdeling in kwartieren
6. Over de kolonisatie van Groenland
7. Over de komst van het christendom naar IJsland
8. Over buitenlandse bisschoppen
9. Over bisschop Ísleifr
10. Over bisschop Gizurr

Ncipit libellus Islandorum. (Hier begint het Boek der IJslanders)

### 1. Over de kolonisatie van IJsland
IJsland wordt gekoloniseerd tijdens het bewind van koning Harald I van Noorwegen door immigranten uit Noorwegen (die aan zijn schrikbewind wilden ontkomen). Dat was achthonderd en zeventig winters na de geboorte van Christus. Ari haalt een saga en drie personen aan die hem dat verteld hebben.
De eerste kolonist, Ingólfr, kwam naar IJsland toen Harald Fijnhaar 16 jaar oud was. Hij kwam bij Ingólfshöfði aan land en woonde in Reykjavík. In die tijd was IJsland van de bergen tot de kust bebost. Op dat moment waren er ook Christenen op IJsland die de Scandinaviërs (Norðmenn) "Papa" (papen) noemden, monniken die IJsland verlieten omdat zij niet met deze heidenen samen wilden wonen. Door de zaken die de monniken achter lieten kon men afleiden dat ze uit Ierland afkomstig waren.
Vervolgens kwam een grote migratiestroom vanuit Noorwegen op gang, totdat koning Harald Fijnhaar dat verbood. Ari vertelt vervolgens dat er financiële regelingen (landaurar) getroffen werden. "Dat vertelde Þorkell Gellisson (Ari’s oom) mij", aldus Ari.

### 2. Over de eerste kolonisten en wetgeving
Een aantal kolonisten worden bij naam en toenaam genoemd, zoals Auðr (zie ook de Laxdæla saga, de Eyrbyggja saga en het Landnámabók) en Helgi de magere (zie Kristnes). Toen IJsland voor het grootste deel was gekoloniseerd, bracht een man, Úlfljótr genaamd, voor het eerst Noorse wetten naar IJsland. Zijn pleegbroer Grímr geitskör onderzoekt op Úlfljótr’s advies geheel IJsland voordat het Alding kan worden opgericht. (Ari's tekst is hier wat onduidelijk. Waarschijnlijk onderzocht Grímr IJsland om een goede vergadering- en ontmoetingsplaats te vinden).

### 3. Over de oprichting van het Alding
Het Alding wordt (bij het huidige Þingvellir) opgericht. Het land, dat eigendom van Ingólfur Arnarsons zoon Þorsteinn was, werd daarmee publiek eigendom. (Deze Þorsteinn had eerder bij Kjalarnes ten westen van de berg Esja een þing opgericht.) Iedereen kreeg het recht om tijdens de bijeenkomst hout in het nabij gelegen bos te sprokkelen en om de paarden op de weiden te laten grazen. Ari legt uit dat de moord op een zekere Kolr daar ten grondslag aan lag. "Dat werd ons verteld door Úlfheðinn", aldus Ari.
Na 60 jaar is de kolonisatie van IJsland compleet. Tegen die tijd volgde Hrafn Úlfljótr voor de volgende twintig jaar als wetspreker op. Ook de derde wetspreker wordt genoemd tegen, en een en ander wordt in een historische context geplaatst.

### 4. Over de jaartelling
De wijste mannen van IJsland bemerkten dat de kalender langzaam uit de pas met de seizoenen gaat lopen. Het probleem ligt in het feit dat de gebruikte kalender 52 weken in een jaar telde, met slechts 364 dagen (Ari legt dat redelijk uit). Een man genaamd Þorsteinn surtr (de zwarte) komt met een ingenieuze oplossing: om de zeven jaar moet er een extra week aan de zomer worden toegevoegd. Daar is overigens eerst een droomduiding door Ósvífr Helgason voor nodig (deze Ósvífr komt overigens ook in een aantal saga’s als droomduider voor en is de vader van Guðrun Ósvífsdóttir, de vrouwelijke hoofdpersoon uit de Laxdæla saga). Het voorstel wordt bij de Wetsberg (de Lögberg bij het Alding) tot wet verheven. Vervolgens legt Ari de nieuwe jaartelling uit.

### 5. Over de opdeling in kwartieren
Naar aanleiding van een ernstig geschil tussen Þórðr gellir (de bruller) en Oddr, de ingewikkelde familieverbanden daarbij en de bloedige verwikkelingen die door Ari uitvoerig uit de doeken wordt gedaan, was er behoefte aan standaardisatie. Þórðr gellir stelde aanpassingen voor. Men besloot IJsland in gerechtelijke kwadranten op te splitsen, die elk in drie þings (vergaderplaatsen) werden verdeeld. Ieder kwadrant zou ook een speciale plaats voor beroep moeten hebben. Het voorstel wordt aangenomen met de uitzondering dat het Noordelijke kwadrant vier þings kreeg, omdat de mensen uit met name Eyjafjörður en Skagafjörður het onderling niet over de verdeling eens konden worden. "Aldus vertelde Úlfheðinn Gunnarsson de wetspreker het ons", volgens Ari.
Þorkell máni, de zoon van Þorsteinn Ingólfsson, nam het wetsprekerschap van Þórarinn Ragabróðir over en hield dat de komende 15 jaar. Vervolgens werd Thorgeirr uit Ljósavatn wetspreker voor 17 jaar (Thorgeirr speelt in hoofdstuk 7 nog een belangrijke rol).

### 6. Over de kolonisatie van Groenland
Het land dat Groenland wordt genoemd is volgens Ari vanuit IJsland ontdekt en gekoloniseerd. Erik de Rode gaf het land haar prettige naam om mensen aan te moedigen daarheen te verhuizen. Erik koloniseerde Groenland 14 of 15 winters voordat het christendom naar IJsland kwam (dus omstreeks het jaar 985). Ze vonden er in het Oosten en Westen restanten van eerdere menselijke bewoning, en concludeerden dat de mensen die daar gewoond hadden verwant moesten zijn met de Skrælingjar die naar Vínland zijn vertrokken (zie ook de Grœnlendinga saga).

### 7. Over de komst van het christendom naar IJsland
Dit is een van de grootste hoofdstukken van het Íslandingabók.
Koning Olaf Tryggvason stuurt de priester Þangbrandr op missionaristocht naar IJsland om de bewoners tot het christendom te bekeren. Hij heeft wat succes met het dopen van een aantal hoofdmannen, maar hij vindt ook weerstand en eindigt met het vermoorden van twee of drie man die lasterlijk over hem schreven. Hij keert na een of twee jaar naar Noorwegen terug met een lange reeks van klachten, en vertelt de koning dat hij weinig hoop heeft heel IJsland te bekeren. De koning is furieus als hij het nieuws hoort en dreigt alle IJslanders die in Noorwegen zijn te krenken of te doden. Twee van de IJslandse hoofdmannen, waaronder Gizurr inn hvíti (Gizur de Witte, de vader van IJslands eerste bisschop Ísleifur Gissurarson), die eerder door Þangbrandr zijn bekeerd, ontmoeten de koning en bieden hun diensten aan om het land te bekeren.
In de zomer van 999 of 1000 dreigt de religieuze zaak op het Alding tot een ernstige crisis te leiden. Ari legt de zaak uitvoerig uit. De christelijke partij en de heidense partij willen niet dezelfde wetten delen, en de christenen kiezen een eigen wetspreker voor zichzelf, Hallr á Síðu (Halldur uit Síða). Hij bereikt een overeenkomst met Thorgeirr, de goði uit Ljósavatn), de heidense wetspreker, dat Thorgeirr een aanvaardbaar compromis voor iedereen zal vinden.
Thorgeirr gaat naar zijn kamp terug en blijft de rest van de dag en de volgende nacht onder een vacht liggen zonder een woord te spreken. De volgende dag houdt hij een uitgebreide toespraak bij de Lögberg (de Wetsberg op het Alding). Hij zegt onder meer dat de enige manier om vrede in het land te bewaren is, als iedereen dezelfde wetten en dezelfde gebruiken hanteert.
| Þat mon verða satt, es vér slítum í sundr lögin, at vér monum slíta ok friðinn. | "Het zal bewezen worden, dat indien we de wetten scheiden, we ook de vrede zullen scheiden". |

Voordat hij het compromis dat hij bedacht heeft zal voordragen, laat Thorgeirr zijn gehoor beloven dat ze zich aan de oplossing voor de wetten voor het hele land zullen houden. Thorgeirr beveelt dan dat iedereen die nog niet gedoopt is zich tot het christendom moet bekeren. Aan de heidenen worden drie concessies gedaan.
- De oude wetten die het onbeschut blootstellen van pasgeborenen (in de vrije natuur opdat ze zullen overlijden) toestaan, blijven van kracht;
- De oude wetten betreffende het eten van paardenvlees blijven van kracht;
- Op straffe van drie jaar vogelvrij verklaring, mochten de mensen alleen in het geheim (dus binnenskamers) en zonder aanwezigheid van getuigen heidense rituelen uitvoeren.

Een aantal jaren later worden deze concessies verlaten.
Ari plaatst bovengenoemde verhandeling in een historische context, en schrijft: "Dat was honderddertig jaar na de moord op Eadmundr (Edmund de Martelaar ofwel St. Edmund, 841 - 20 november 869), en duizend na de geboorte van Christus in de huidige berekening". Een en ander is hem verteld door zijn pleegvader Teitur.

### 8. Over buitenlandse bisschoppen
Dit hoofdstuk handelt over bisschoppen die enige tijd in het buitenland hebben vertoefd, maar ook buitenlandse bisschoppen worden genoemd. Ook wordt een opeenvolging van wetsprekers gegeven.

### 9. Over bisschopÍsleifr
Het leven van bisschop Ísleifr wordt hier uit de doeken gedaan. Tevens vermeld Ari hier hoe een deel van zijn eigen leven verlopen is, en hoe hij uiteindelijk onder de hoede van Ísleifr’s zoon Teitur gekomen is. Ook wordt hier verteld dat Saemundur Sigfússon (ook bekend als Saemundur de Geleerde of de Priester) uit Frankrijk naar IJsland terugkeert.

### 10. Over bisschopGizurr
Dit is het grootste hoofdstuk van het werk, en handelt in zijn geheel over de bisschop. Deze Gizurr was de zoon van bovengenoemde Ísleifr, en vrijwel zijn hele levensloop wordt uitgebreid beschreven. Omdat Ari onder de hoede van Gizurr’s broer Teitur was, heeft Ari deze bisschop (en zijn vader) in levenden lijve meegemaakt, zodat het waarheidsgehalte van deze twee hoofdstukken buitengewoon groot is.

### 11. Afkomst van bisschoppen
In dit hoofdstuk wordt de afstamming van vier IJslandse bisschoppen opgesomd tot aan hun oorspronkelijke kolonisten. Twee van deze bisschoppen dienden in Skálholt, en twee dienden in Hólar.

### 12. Genealogie
In dit hoofdstuk somt Ari de reeks van zijn voorvaders op. "… en ik heet Ari", besluit hij.